# Tordandrea
Tordandrea è una frazione del comune di Assisi (PG).
Il paese si trova 6 km a sud-ovest di Assisi, ad un'altitudine di 190 m s.l.m., e conta 898 abitanti (dati Istat, 2001).

## Storia
Nella zona si ha notizia di insediamenti romani, ma le prime testimonianze sulla turris di Andrea di Paolo dell'Abbate risalgono al 1395, probabilmente già esistente nel 1295. Nel 1431 il corpo del paese venne "incastellato", cioè venne racchiuso entro delle mura di protezione, costruite congiungendo i muri esterni delle case. Nel 1443 il paese passa tra i territori conquistati dal perugino Braccio Baglioni, la cui famiglia ne rimarrà in possesso sino al 1600. Sotto il loro dominio, Tordandrea viene dotato di uno statuto speciale (Riformanza, 1534), che regola aspetti legislativi e giuridici (eredità, confini, imposte, ecc.). I marchesi Lanti, subentrati ai Baglioni, cedettero il paese per 22.000 scudi, nel 1619, ad Assisi.

## Economia
Il territorio, prevalentemente pianeggiante, è sfruttato per produzioni agricole. È presente lo stabilimento di una delle maggiori lavanderie industriali umbre.

## Monumenti e luoghi d'arte

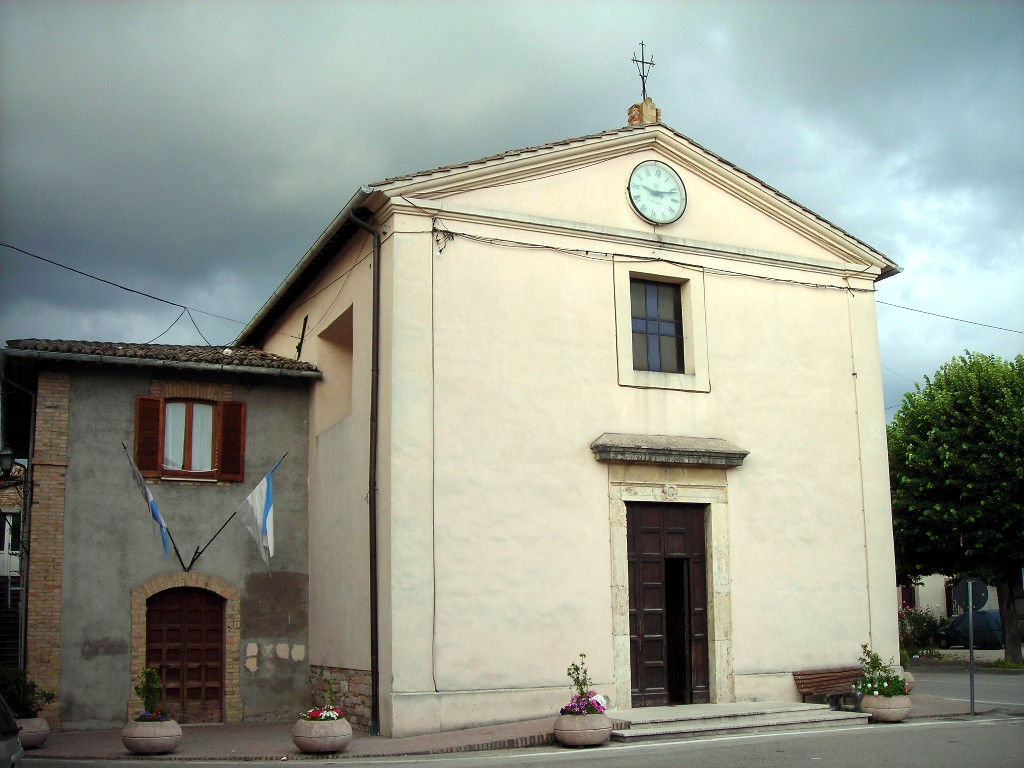
Chiesa di San Bernardino.

- Castello di Tordandrea (XIII secolo);
- Chiesa di San Simeone (XIV secolo);
- Chiesa di San Bernardino (XV secolo), contenente una tavola attribuita al Pinturicchio o alla sua scuola;
- Chiesa della Maestà (XVI secolo).

## Sport

### Impianti sportivi
- Campo da calcio.

### Associazioni sportive
- ACD Tordandrea, su acdtordandrea.com. URL consultato il 9 ottobre 2007 (archiviato dall'url originale il 14 maggio 2008).